# Љубижда Хас
Љубижда Хас (алб. Lubizhdë e Hasit) је насељено место у општини Призрен, на Косову и Метохији. Према попису становништва из 2011. у насељу је живело 2.719 становника.

## Становништво
Према попису из 2011. године, Љубижда Хас има следећи етнички састав становништва:
| Националност | 2011.          |
| Албанци      | 2.719 (100,0%) |
| Укупно       | 2.719          |

| Демографија | Демографија | Демографија |
| Година      | Становника  | Становника  |
| ----------- | ----------- | ----------- |
| 1948.       | 909         |             |
| 1953.       | 952         |             |
| 1961.       | 1.040       |             |
| 1971.       | 1.331       |             |
| 1981.       | 1.739       |             |
| 1991.       | 2.166       |             |
| 2011.       | 2.719       |             |